# Ponce livornese
Il ponce livornese è una bevanda alcolica nata a Livorno tra i secoli XVII e XVIII e derivata dal punch, diffuso in città dalla numerosa comunità britannica e consumato tradizionalmente anche nelle vicine località costiere come Viareggio.
La composizione originale del punch inglese (a sua volta versione meno rozza del grog) prevedeva cinque ingredienti (da cui il nome, derivato dal termine della lingua hindi panca o pancha, "pugno" o "cinque"): tè, zucchero, cannella, limone e acquavite (oppure acqua bollente, succo di limone, rum delle Antille, spirito di noce moscata e arak, un distillato di vino di riso originario dell'Indonesia).
Il ponce livornese nacque sostituendo al tè o all'acqua bollente il caffè concentrato, mentre al posto del rum delle Antille (che mal si accorda con il sapore del caffè forte) fu usato il cosiddetto "rum fantasia" (localmente detto anche rumme), un'invenzione locale costituita da alcol, zucchero e caramello di colore scuro, a volte aromatizzato con un'essenza di rum (ricetta originale del rag. Gastone Biondi della ditta Vittori).
La versione diffusa tra Ottocento e Novecento prevedeva una preventiva bollitura del caffè macinato in una pentola piena d'acqua; da ciò si otteneva un infuso che veniva filtrato con un panno di lana e immesso nella caffettiera. Al caffè che usciva dalla macchina veniva poi aggiunto con un misurino il rumme o la "mastice", una versione del mistrà, liquore di semi di anice verde macerati in alcol.
Fino ai primi anni del Novecento, sia il rumme che la mastice erano generalmente fabbricate dal proprietario del locale nel proprio retrobottega, in quanto la legge lo permetteva.
Nella sua versione originale, il ponce è praticamente scomparso negli anni cinquanta del XX secolo.

## Ricetta odierna e metodo di preparazione
Ai giorni nostri, la preparazione del ponce, come comunemente si può osservare nei bar di Livorno e delle zone limitrofe, avviene così: si utilizza un tipico bicchierino di vetro piuttosto spesso localmente chiamato "gottino" o "piemontese" da qualche produttore (10 cl, altezza 70 mm, diametro 60 mm), leggermente più grande di quello che normalmente si usa per il caffè; si dosa lo zucchero e si aggiunge una scorza di limone (denominata "vela"); si versa il "rumme": nella ricetta del ponce si può usare questo liquore da solo, un mix di "rumme e cognac" o "rumme e sassolino": il giusto dosaggio del liquore si ottiene usando come riferimento il bordo superiore dei semicerchi che si trovano alla base del bicchiere. Quindi, con il beccuccio del vapore della macchina espresso, si porta la mistura ad ebollizione e, prontamente, si colma il bicchiere con un buon caffè ristretto. Il ponce deve essere bevuto caldo bollente, dopo una rapida mescolata dello zucchero che non si fosse ancora disciolto. Si consuma generalmente dopo pranzo o dopo cena. Alcuni lo consumano per scaldarsi dal freddo, anche se è dimostrato che l'uso di alcolici - pur dando un'iniziale sensazione di calore - comporta in realtà la perdita di calore corporeo attraverso le estremità.

## Varianti
Varianti del ponce classico, nel passato, erano il "mezzo e mezzo", un caffè corretto con una mistura di rum e mastice, e il "ponce americano" aromatizzato all'arancia.
La  torpedine è una versione  "rinforzata" del ponce - si effettua aggiungendo alla polvere di caffè una punta di peperoncino. Il risultato è un ponce particolarmente forte.
Col nome ponce si identifica anche un'altra bevanda detta  ponce rosso (o ponce al mandarino) che altro non è che un punch molto alcolico (intorno a 40% Vol.) aromatizzato al mandarino, riscaldato al vapore della macchina da caffè espresso e servito nel tipico gottino con la classica fetta di limone (vela).
Altre varianti oggi meno conosciute sono il ponce "testa di moro", la persiana (con aggiunta di menta), il frustato, l'amabile, il sottozucchero, al sassolino. 
Presso lo storico Caffè Così Com'è nel centro storioco di Viareggio viene servita fino da inizio XX secolo una variante del ponce alla livornese denominata "ponce dello zio Lello". 